# NGC 2635
NGC 2635 é um aglomerado aberto na direção da constelação de Pyxis. O objeto foi descoberto pelo astrônomo John Herschel em 1835, usando um telescópio refletor com abertura de 18,6 polegadas. Devido a sua moderada magnitude aparente (+11,2), é visível apenas com telescópios amadores ou com equipamentos superiores.